# A2-es busz (Debrecen)
A debreceni A2-es buszjárat a Vincellér utca és az Auchan Áruház között közlekedett. A járatot 2014 januárjában vezették be, amikor a DKV vette át a Hajdú Volántól az Auchan járatok üzemeltetését. A viszonylat azonban nem lett hosszú életű, 2015. március 1-jén az Auchan megszüntette a járatot.

## Útvonala
| A2 (Vincellér utca → Auchan Áruház)                                                             | A2 (Auchan Áruház → Vincellér utca)                                                             |
| Vincellér utca vá. – Derék utca – Kishegyesi út – Pósa utca – Kishatár utca – Auchan Áruház vá. | Auchan Áruház vá. – Kishatár utca – Pósa utca – Kishegyesi út – Derék utca – Vincellér utca vá. |

## Megállóhelyei
| A2 (Vincellér utca → Auchan Áruház) |                           |                                                      |
| Perc (↓)                            | Megállóhely               | Átszállási lehetőségek a járat megszűnésekor         |
| 0                                   | Vincellér utca végállomás | 12, 19, 22, 22Y, 24, 24Y, 25, 25Y, 41, 41Y, 45, 125Y |
| 1                                   | Sárvári Pál utca          | Ennél a megállónál csak a felszállni lehetett        |
| 2                                   | Holló László sétány       | Ennél a megállónál csak a felszállni lehetett        |
| 4                                   | Építők útja               | Ennél a megállónál csak a felszállni lehetett        |
| 7                                   | Pósa utca                 | Ennél a megállónál csak a felszállni lehetett        |
| 9                                   | Torockó utca              | Ennél a megállónál csak a felszállni lehetett        |
| 13                                  | Auchan Áruház végállomás  | 33Y, A1                                              |
| A2 (Auchan Áruház → Vincellér utca) |                           |                                                      |
| Perc (↓)                            | Megállóhely               | Átszállási lehetőségek a járat megszűnésekor         |
| 0                                   | Auchan Áruház végállomás  | 33Y, A1                                              |
| 4                                   | Torockó utca              | 42, 42A, 43                                          |
| 7                                   | Pósa utca                 | 17, 17A, 46, 46E, 46Y                                |
| 10                                  | Derék utca-jégcsarnok     | 12, 22, 22Y, 25, 25Y, 125Y                           |
| 11                                  | Holló László sétány       | 19, 30, 30A                                          |
| 13                                  | Sárvári Pál utca          |                                                      |
| 14                                  | Vincellér utca végállomás | 12, 19, 22, 22Y, 24, 24Y, 25, 25Y, 41, 41Y, 45, 125Y |